# Ustrinum
L'ustrinum (du latin ustrinum signifiant « champ d'incinération ») est l'endroit dans la Rome antique où l'on brûlait le corps, et qui n'était pas à côté du tombeau où devaient être déposées les cendres, par opposition à bustum, qui désignait un bûcher funéraire contenu dans l'enceinte funéraire. Il semblerait ainsi que l'ustrinum fut un terrain public servant à brûler les corps, et où étaient portés par leurs parents ou amis les corps des personnes qui n'étaient pas assez riches pour acquérir à cet effet un morceau de terre près de leur tombeau ; les cendres étaient ensuite transportées dans le sépulcre de la famille. En de tels cas, un emplacement de ce genre était absolument nécessaire, la loi défendant d'allumer un bûcher sur un terrain dont on n'était pas le maître.
L'incinération étant la pratique courante jusqu'au IIe siècle, à partir duquel l'inhumation devient prépondérante. Macrobe, écrivain du IVe siècle, déclare que l'usage les bûchers n'existe plus à son époque.
Il existe encore sur la voie Appienne, à environ 8 km de Rome, une de ces grandes places à brûler. Elle est entourée de deux côtés par un mur élevé, construit à la manière étrusque avec cette pierre d'un gris noirâtre et rougeâtre, que l'on appelle aujourd'hui pépérin. Elle est pavée de dalles de cette même roche, qui résiste particulièrement bien à l'action du feu. Un de ces murs a 106 m, l'autre 60 m de long. Du côté qui bordait la route, il y avait de spacieux portiques, destinés à abriter les spectateurs ou ceux qui formaient les cortèges funèbres et, à l'autre bout, plusieurs appartements servant à ceux qui avaient la garde de l'endroit, ou comme magasins pour entreposer du bois et pour conserver les différents instruments et ustensiles employés au cours de la combustion.